# Wojskowy Instytut Geograficzny

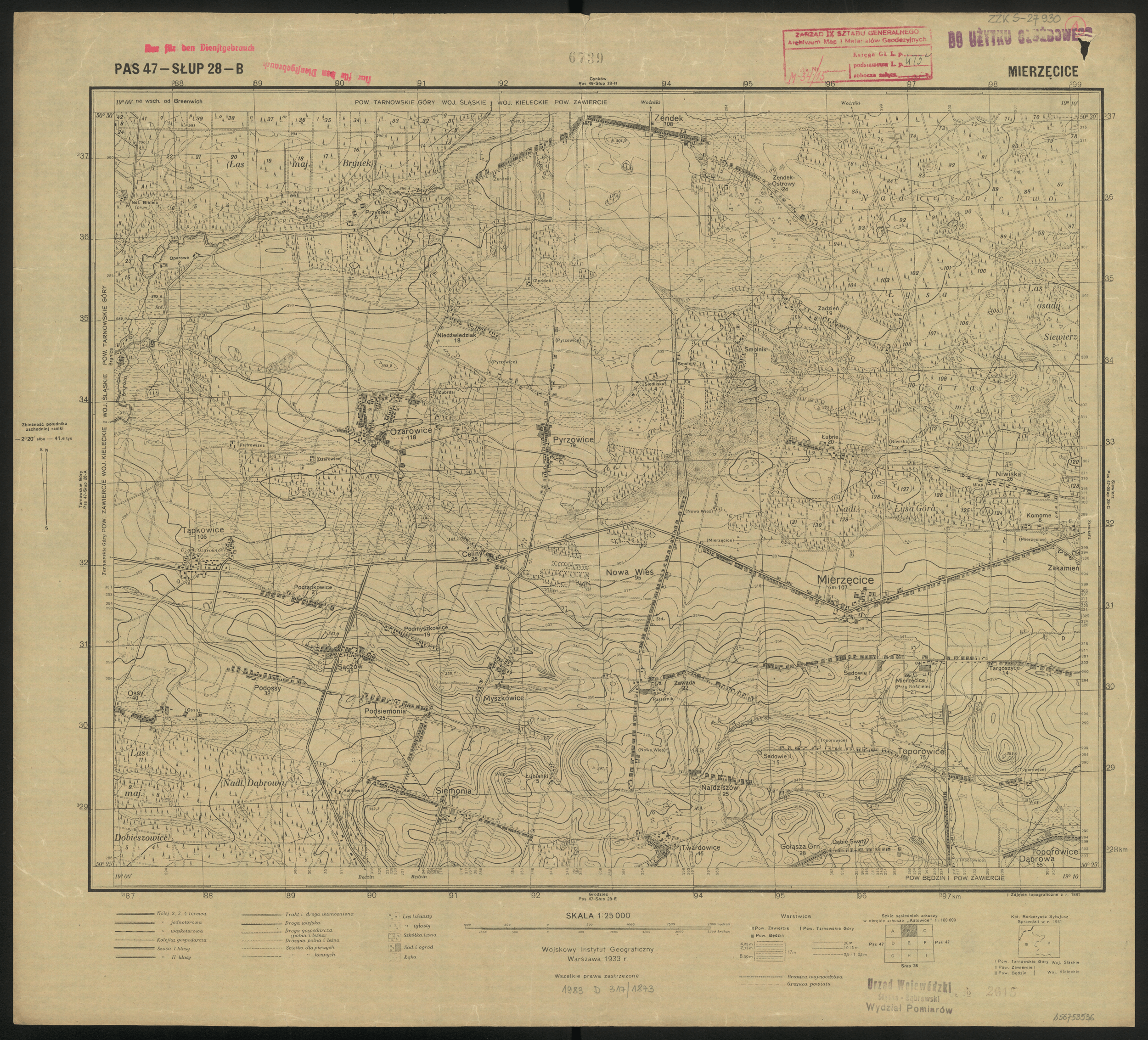
Mapa Mierzęcic i okolic sporządzona w 1933 przez WIG na podstawie rosyjskiego zdjęcia topograficznego z 1881

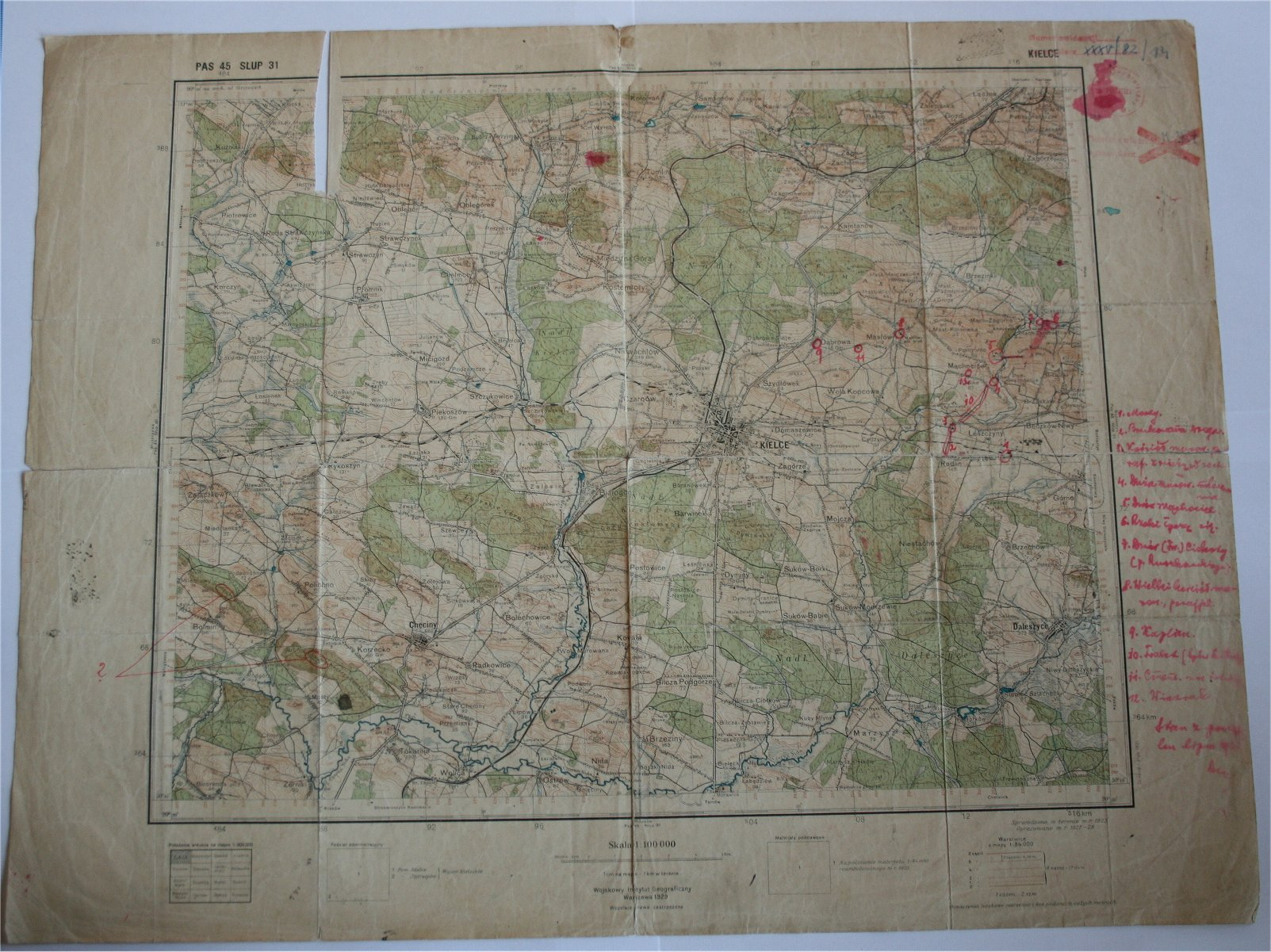
Redakcyjna wersja mapy Kielce − przydział Władysław Deszczka, 10 grudnia 1934

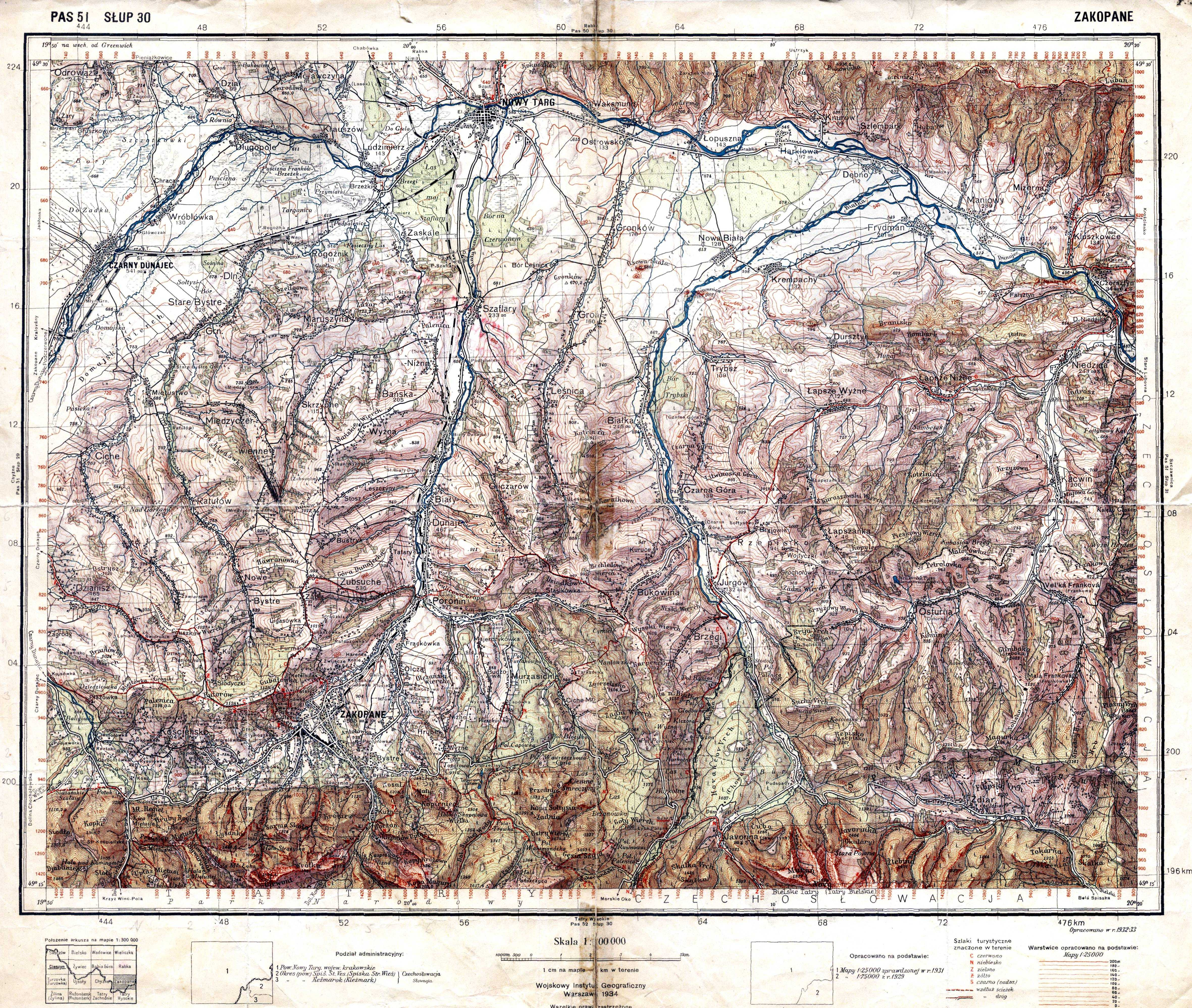
Przykładowa mapa topograficzna w skali 1:100.000 wydawana przez WIG

Wojskowy Instytut Geograficzny (WIG) – polska wojskowa instytucja geograficzna działająca w latach 1919–1949.

## Dzieje Instytutu
Odzyskanie niepodległości przez Polskę postawiło wyzwanie przygotowania aktualnych map dla nowego państwa. Po zaborcach pozostało bowiem 9 układów triangulacyjnych z 8 różnymi punktami odniesienia. Pierwszymi instytucjami topograficznymi był Oddział Geograficzny w Sztabie Generalnym Wojska Polskiego oraz sekcja topograficzna w Departamencie Technicznym Ministerstwa Spraw Wojskowych.
Ujednoliceniem działań miał się zająć powołany w 1919 Wojskowy Instytut Geograficzny (początkowo pod nazwą Instytut Wojskowo-Geograficzny) z siedzibą w Warszawie. Rozpoczął on swoją działalność od standaryzacji i aktualizacji map zaborczych (pruskich, rosyjskich i austro-węgierskich). Mapy te, wydawane w różnych skalach, służyły za podstawę map w skali 1:100 000. Do 1926 wydano w ten sposób mapy pokrywające 40% kraju.
Od 1927 WIG przystąpił do sporządzania jednolitej sieci triangulacyjnej i wykonywania własnych oryginalnych arkuszy w skali 1:100 000, znanych jako typ drugi. Wydawane one były w manierze dwubarwnej (elementy topograficzne czarne, warstwice brązowe), w niektórych przypadkach poprzez nadruk dodawano dwa inne kolory. Od 1929 zaczął zaś ukazywać się tzw. typ trzeci - mapy wydawane były w wersji dwu- i czterobarwnej. W 1931 przystąpiono do publikacji mapy taktycznej w wersji czterobarwnej, znanej jako typ normalny. Do 1939 udało się wydać wszystkie arkusze (było ich łącznie 482), choć duża część Kresów Wschodnich nie doczekała się najnowszej wersji mapy. Polskie mapy topograficzne wydawane przez WIG były bardzo cenione w całej Europie i w podstawowych skalach kopiowane, zarówno przez Niemców, jak i aliantów. Obecnie są one bardzo wartościowym dokumentem dla historyków.
Instytut wydawał wspólnie z sekcją Geograficzną Towarzystwa Wiedzy Wojskowej kwartalnik „Wiadomości Służby Geograficznej”, który ukazywał się w latach 1927−1939.
W latach 1933−1934 przy Alejach Jerozolimskich 97 wzniesiono siedzibę WIG zaprojektowaną przez Antoniego Dygata.
Po wybuchu kampanii wrześniowej Instytut ewakuował się poprzez Lwów do Francji, gdzie został reaktywowany, a po jej upadku do Wielkiej Brytanii. Początkowo mieścił się w Londynie, a następnie przeniesiony został do Edynburga, w Szkocji, gdzie istniał do 1946. Oficerowie WIG-u sporządzali mapy dla wojska polskiego walczącego na Zachodzie oraz dla wywiadu brytyjskiego (mapy miast polskich). Część z nich, wzięta do niewoli po agresji ZSRR na Polskę 17 września 1939, została zamordowana w Katyniu, a część trafiła do ludowego Wojska Polskiego.
Do tej pory nie została wyjaśniona rola kilku pracowników Instytutu, którzy po klęsce wrześniowej powrócili do okupowanej przez Niemców Polski i podjęli pracę dla okupanta. Prawdopodobne jest, że kilka osób podjęło współpracę z Niemcami, faktem jednak jest, że wśród polskich pracowników, mimo ścisłego dozoru, istniała komórka ruchu oporu, uczestnicy której wprowadzali celowe błędy do opracowywanych bieżąco map, oraz przemycali mapy na zewnątrz.
Rozkazem Naczelnego Dowódcy Wojska Polskiego nr 141/0rg. oddział topograficzny Sztabu Głównego Naczelnego Dowództwa Wojska Polskiego został rozformowany. W jego miejsce utworzono Wojskowy Instytut Geograficzny (WIG) – (etat nr 29/1) o składzie osobowym 332 ludzi. Podlegał szefowi Sztabu Głównego.
W takim składzie  funkcjonował do 1949, kiedy na fali czystek stalinowskich aresztowano większość przedwojennych oficerów i Instytut rozformowano. Na jego miejsce utworzono Oddział IX - Topograficzny Sztabu Generalnego Wojska Polskiego oraz Wojskowe Zakłady Kartograficzne.

## Struktura w 1919 r.
- I Sekcja Geodezyjna
- II Sekcja Topograficzna
- III Sekcja Kartograficzna
- IV Sekcja Techniczna
- V Sekcja Administracyjna

## Korpus oficerów geografów
Oficerowie pełniący służbę w instytucie stanowili korpus oficerów geografów.
Szefowie instytutu
- gen. ppor. Wojciech Falewicz
- płk geogr. Jan Morawski
- płk SG Henryk Zemanek (do 23 I 1920)
- płk[3] Bolesław Jaźwiński (23 I 1920-1926)
- płk geogr. Józef Kreutzinger (1926-1932)
- płk dypl. piech. Tadeusz Zieleniewski (1932-25 VIII 1939 → dowódca 33 DP rez.)
- ppłk geogr. Jerzy Lewakowski (od 25 VIII 1939)
- ppłk geogr. inż. Wiktor Plesner p.o. (IX 1939)[4][5][6]

Zastępcy szefa instytutu
- płk geogr. inż. Piotr Aleksander Rybarski (1923 – 1926)[7]
- ppłk art. inż. Władysław Surmacki (od X 1926)
- ppłk geogr. Jerzy Lewakowski (1932 – VIII 1939)

Oficerowie geografowie
- kpt. geogr. Feliks Gąsiewicz
- kpt. geogr. Franciszek Mroziński
- kpt. geogr. Romuald Salnicki
- ppłk geogr. Józef Szajewski
- ppłk geogr. Leon Winiarski

| Obsada personalna i struktura Instytutu w marcu 1939 roku | Obsada personalna i struktura Instytutu w marcu 1939 roku | Obsada personalna i struktura Instytutu w marcu 1939 roku |
| Stanowisko                                                | Stopień, imię i nazwisko                                  | Uwagi                                                     |
| Komenda                                                   | Komenda                                                   | Komenda                                                   |
| --------------------------------------------------------- | --------------------------------------------------------- | --------------------------------------------------------- |
| komendant                                                 | płk dypl. piech. Tadeusz Zieleniewski                     | dowódca 33 DP, PSZ na Zachodzie                           |
| zastępca komendanta                                       | ppłk geogr. Jerzy Lewakowski                              | †1940 Katyń                                               |
| kierownik Samodzielnego Referatu Ogólno-Mobilizacyjnego   | ppłk geogr. Tadeusz Antoni Krzanowski                     | †1940 Charków                                             |
| referent                                                  | kpt. geogr. Piotr Przemysław Zwierzyński                  |                                                           |
| referent                                                  | kpt. geogr. Leonard Jan Szymkiewicz                       |                                                           |
| referent                                                  | kpt. geogr. Józef Alfons Filip Woydyno                    |                                                           |
| Wydział Administracyjny                                   |                                                           |                                                           |
| szef Wydziału Administracyjnego                           | mjr int. Tadeusz Sambor                                   |                                                           |
| kierownik referatu rachunkowego                           | kpt. int. Stefan Kazimierz Goszczyński                    |                                                           |
| kierownik referatu materiałowego                          | kpt. geogr. Olgierd Jakubowski                            | †1940 Charków                                             |
| referent administracyjny                                  | kpt. geogr. Feliks Wojciech Buchalczyk                    |                                                           |
| Wydział Triangulacyjny                                    |                                                           |                                                           |
| szef Wydziału Triangulacyjnego                            | ppłk geogr. inż. Wiktor Plesner                           |                                                           |
| kierownik referatu obliczeniowego                         | ppłk geogr. inż. Stanisław Lechner                        |                                                           |
| kierownik referatu technicznego                           | mjr geogr. Józef Borysowski                               |                                                           |
| kierownik grupy triangulacyjnej                           | ppłk geogr. Władysław Stanisław Leśniak                   | †1940 Charków                                             |
| kierownik grupy triangulacyjnej                           | mjr geogr. Jan Okupski                                    | †1940 Katyń                                               |
| kierownik grupy triangulacyjnej                           | mjr geogr. inż. Paweł Duljan                              |                                                           |
| kierownik grupy triangulacyjnej                           | mjr geogr. Sylweriusz Zagrajski                           |                                                           |
| kierownik grupy triangulacyjnej                           | mjr geogr. Felicjan Karol Serafin                         |                                                           |
| kierownik grupy triangulacyjnej                           | kpt. geogr. inż. Bronisław Dzikiewicz                     | PSZ na Zachodzie                                          |
| kierownik grupy triangulacyjnej                           | kpt. geogr. inż. Henryk Kamiński                          | †1940 Charków                                             |
| kierownik grupy triangulacyjnej                           | kpt. geogr. inż. Jan Teofil Janicki                       | †1940 Katyń                                               |
| kierownik grupy triangulacyjnej                           | kpt. geogr. inż. Zenon Michał Michalski                   |                                                           |
| kierownik grupy triangulacyjnej                           | kpt. geogr. Mieczysław Tomaszczyk                         | †1940 Charków                                             |
| triangulator                                              | mjr geogr. Stanisław Edmund Stefan Grzębski               |                                                           |
| triangulator                                              | mjr geogr. Jan Markowski                                  |                                                           |
| triangulator                                              | kpt. geogr. Artur Blank                                   |                                                           |
| triangulator                                              | kpt. geogr. inż. Longin Bobrowicz                         | †1940 Charków                                             |
| triangulator                                              | kpt. geogr. Tadeusz Bukład                                |                                                           |
| triangulator                                              | kpt. geogr. Bronisław Fischer                             |                                                           |
| triangulator                                              | kpt. geogr. inż. Stefan Edward Gostyński                  | †1940 Charków                                             |
| triangulator                                              | kpt. geogr. Henryk Wiktor Kerth                           | †1940 Charków                                             |
| triangulator                                              | por. geogr. Klaus Werner Dobek                            | †1940 Charków                                             |
| triangulator                                              | por. geogr. Franciszek Żelazowski                         | †1940 Charków                                             |
| triangulator                                              | por. geogr. Hieronim Myśliwski                            | †1940 Katyń                                               |
| Wydział Opisowy                                           |                                                           |                                                           |
| p.o. szefa Wydziału Opisowego                             | ppłk geogr. Adam Pieńkowski                               |                                                           |
| kierownik referatu operacyjnego                           | mjr dypl. piech. Józef Olędzki                            | †20 V 1941 Mińsk                                          |
| referent operacyjny                                       | kpt. geogr. Stefan Teodor Sarnowski                       | †1940 Katyń                                               |
| kierownik referatu taktycznego                            | kpt. adm. (art.) Stefan Tadeusz Wypijewski                |                                                           |
| referent opisowy                                          | kpt. geogr. Józef Antoni Szczęsny Perzyński               | †1940 Katyń                                               |
| oficer przydzielony                                       | por. geogr. Henryk Lach-Łocki                             |                                                           |
| oficer przydzielony                                       | por. geogr. Walerian Wojciech Kupczuk                     |                                                           |
| praktykant                                                | por. geogr. Eugeniusz Stanisław Janiec                    |                                                           |
| Wydział Topograficzny                                     |                                                           |                                                           |
| szef Wydziału Topograficznego                             | ppłk geogr. Stefan Gąsiewicz                              |                                                           |
| kierownik referatu konstrukcyjnego                        | mjr geogr. Józef Chełchowski                              |                                                           |
| referent                                                  | mjr geogr. Jerzy Kazimierz Skrzywan                       | †1940 Katyń                                               |
| kierownik grupy topograficznej                            | mjr geogr. Stanisław Adamski                              | †1940 Katyń                                               |
| kierownik grupy topograficznej                            | mjr geogr. Stanisław Wojciech Babiński                    |                                                           |
| kierownik grupy topograficznej                            | mjr geogr. Józef Dybaś                                    |                                                           |
| kierownik grupy topograficznej                            | mjr geogr. Józef Franciszek Rychlewski                    |                                                           |
| kierownik grupy topograficznej                            | mjr geogr. Czesław Salach                                 |                                                           |
| topograf                                                  | mjr geogr. Władysław Benoit                               |                                                           |
| topograf                                                  | mjr geogr. Sylwiusz Jerzy Berberiusz                      |                                                           |
| topograf                                                  | mjr geogr. Władysław Dobrzyński                           |                                                           |
| topograf                                                  | mjr geogr. Narcyz Piotr Dymitrow                          | †1940 Katyń                                               |
| topograf                                                  | kpt. geogr. Jan Tadeusz Andrzejewski                      | †19 IX 1939                                               |
| topograf                                                  | kpt. geogr. Czesław Bobrowicz                             |                                                           |
| topograf                                                  | kpt. geogr. Wieńczysław Brzozowski                        |                                                           |
| topograf                                                  | kpt. geogr. Jan Chruściel                                 | †IX 1939                                                  |
| topograf                                                  | kpt. geogr. Stanisław Czeremski                           | †1940 Katyń                                               |
| topograf                                                  | kpt. geogr. Józef Darek                                   |                                                           |
| topograf                                                  | kpt. geogr. Józef Antoni Dmowski                          |                                                           |
| topograf                                                  | kpt. geogr. Romuald Drozdowski                            | †1940 Katyń                                               |
| topograf                                                  | kpt. geogr. Kazimierz Engwert                             |                                                           |
| topograf                                                  | kpt. geogr. Stanisław Gajewski                            |                                                           |
| topograf                                                  | kpt. geogr. Zygmunt Zenon Gąsiorowski                     | †1940 Charków                                             |
| topograf                                                  | kpt. geogr. Konstanty Gębalski                            |                                                           |
| topograf                                                  | kpt. geogr. Zygmunt Jan Gosiewski                         | †1940 Katyń                                               |
| topograf                                                  | kpt. geogr. Janusz Henryk Goślinowski                     |                                                           |
| topograf                                                  | kpt. geogr. Antoni Józef Gundelach                        |                                                           |
| topograf                                                  | kpt. geogr. Zygmunt Florian Herman                        |                                                           |
| topograf                                                  | kpt. geogr. Jan Tadeusz Jóźwicki                          | †1940 Charków                                             |
| topograf                                                  | kpt. geogr. Józef V Kamiński                              | †1940 Charków                                             |
| topograf                                                  | kpt. geogr. Włodzimierz Katral                            | †1940 Charków                                             |
| topograf                                                  | kpt. geogr. Jakub Kuligowski                              |                                                           |
| topograf                                                  | kpt. geogr. Kazimierz Leytner                             | †1940 Katyń                                               |
| topograf                                                  | kpt. geogr. Adam II Lipiński                              |                                                           |
| topograf                                                  | kpt. geogr. Józef I Lis                                   | †1940 Charków                                             |
| topograf                                                  | kpt. geogr. Wacław Józef Loga                             |                                                           |
| topograf                                                  | kpt. geogr. Wacław Łaski                                  | †1940 Charków                                             |
| topograf                                                  | kpt. geogr. Józef I Majkowski                             |                                                           |
| topograf                                                  | kpt. geogr. German Marcinkowski                           |                                                           |
| topograf                                                  | kpt. geogr. Henryk Matkowski                              |                                                           |
| topograf                                                  | kpt. geogr. Bolesław Mentrak                              | †1940 Charków                                             |
| topograf                                                  | kpt. geogr. Piotr Mohortyński                             |                                                           |
| topograf                                                  | kpt. geogr. Jan Moszkowicz                                | †1940 Katyń                                               |
| topograf                                                  | kpt. geogr. Wiktor Teofil Nowakowski                      |                                                           |
| topograf                                                  | kpt. geogr. Franciszek Stanisław Nowicki                  |                                                           |
| topograf                                                  | kpt. geogr. Antoni Piesowicz                              | PSZ na Zachodzie                                          |
| topograf                                                  | kpt. geogr. inż. Władysław Potera                         | †1940 Charków                                             |
| topograf                                                  | kpt. geogr. Władysław Józef Rola-Wawrzecki                |                                                           |
| topograf                                                  | kpt. geogr. Józef Zygmunt Scheiner                        |                                                           |
| topograf                                                  | kpt. geogr. Bronisław Sikora                              | †1940 Charków                                             |
| topograf                                                  | kpt. geogr. Bronisław Słupeczański                        | niemiecka niewola, ppłk LWP                               |
| topograf                                                  | kpt. geogr. Tadeusz Jan Anastazy Suchecki                 |                                                           |
| topograf                                                  | kpt. geogr. Kazimierz Szkup                               | †1940 Katyń                                               |
| topograf                                                  | kpt. geogr. Antoni Sztorc                                 | †1940 Charków                                             |
| topograf                                                  | kpt. geogr. Franciszek I Świderski                        |                                                           |
| topograf                                                  | kpt. geogr. Aleksander Bronisław Tokarz                   |                                                           |
| topograf                                                  | kpt. geogr. Witold Trzaskowski                            | †1940 Katyń                                               |
| topograf                                                  | kpt. geogr. Bolesław Władysław Tuora                      | ciążko ranny we IX 1939, LWP                              |
| topograf                                                  | kpt. geogr. Marian Wondraczek                             |                                                           |
| topograf                                                  | kpt. geogr. Mieczysław Zarzycki                           | †1940 Charków                                             |
| topograf                                                  | kpt. geogr. Karol Edmund Zieliński                        |                                                           |
| oficer przydzielony                                       | kpt. geogr. Wacław Ryś                                    | †1940 Charków                                             |
| oficer przydzielony                                       | por. geogr. Czesław Turek                                 | †1940 Charków                                             |
| praktykant                                                | por. geogr. Bonawentura Kowalik                           |                                                           |
| praktykant                                                | por. geogr. Ludwik Kapuściński                            | †1940 Charków                                             |
| praktykant                                                | por. geogr. Jan Sobieszczuk                               | †1940 Charków                                             |
| Samodzielny Referat Fotogrametryczny                      |                                                           |                                                           |
| kierownik                                                 | ppłk geogr. Tadeusz Herfurt                               |                                                           |
| kierownik działu autogrametrii                            | mjr geogr. Zygmunt Paluch                                 | †1940 Charków                                             |
| kierownik działu aerofotograficznego                      | mjr geogr. Adam Lipko                                     |                                                           |
| kierownik działu terrofotograficznego                     | mjr geogr. Antoni Rudolf Zawadzki                         |                                                           |
| kierownik działu ewidencji przygotowań i reambulacji      | mjr geogr. Józef Rössler                                  | †1940 Charków                                             |
| fotogrametra                                              | kpt. geogr. Eugeniusz Eljasiński                          | †1940 Charków                                             |
| fotogrametra                                              | kpt. geogr. Stanisław Franciszek Wojciech Dąbrowski       | †1940 Charków                                             |
| fotogrametra                                              | kpt. geogr. Stanisław IV Szulc                            |                                                           |
| fotogrametra                                              | kpt. geogr. Witold Antoni Żarski                          | †1940 Charków                                             |
| fotogrametra                                              | kpt. geogr. Romuald Soroko                                |                                                           |
| fotogrametra                                              | kpt. kontr. geogr. Michał Rusjaszwili                     |                                                           |
| oficer przydzielony                                       | por. geogr. Julian Ostapski                               | †1940 Charków                                             |
| praktykant                                                | kpt. geogr. Stefan Fus                                    |                                                           |
| praktykant                                                | kpt. geogr. Bronisław Max                                 |                                                           |
| Wydział Kartograficzny                                    |                                                           |                                                           |
| szef Wydziału Kartograficznego                            | mjr geogr. Wiktor Brunon Brenneisen                       |                                                           |
| kierownik referatu planowania                             | mjr geogr. Tadeusz Kornel Dobrzański                      |                                                           |
| kierownik referatu map taktycznych                        | mjr geogr. Józef Edmund Stankiewicz                       |                                                           |
| kierownik referatu map strategicznych                     | kpt. geogr. Romuald Miahczyłowicz-Wolski                  |                                                           |
| kierownik referatu przygotowań                            | mjr geogr. Franciszek Biernacki                           |                                                           |
| referent                                                  | mjr geogr. Kazimierz Garstka                              | †1940 Katyń                                               |
| referent                                                  | mjr geogr. Stanisław Czarnecki                            |                                                           |
| referent                                                  | mjr geogr. Władysław Stanisław Sierosławski               |                                                           |
| referent                                                  | kpt. geogr. Kazimierz Stanisław Dwornik                   | †1940 Katyń                                               |
| referent                                                  | kpt. geogr. Jerzy Henryk Lemene                           |                                                           |
| referent                                                  | kpt. geogr. Kazimierz II Liber                            |                                                           |
| referent                                                  | kpt. geogr. mgr Wiktor Romanów                            |                                                           |
| referent                                                  | kpt. geogr. Tadeusz Aleksander Patek                      |                                                           |
| referent                                                  | kpt. geogr. Lucjan Jan Rowiński                           |                                                           |
| referent                                                  | kpt. geogr. Tadeusz Ryniewicz                             |                                                           |
| referent                                                  | kpt. geogr. Władysław Julian Siemek                       | †1940 Katyń                                               |
| referent                                                  | kpt. geogr. Stefan Kazimierz Siewierski                   |                                                           |
| referent                                                  | kpt. geogr. Józef Słomczyński                             |                                                           |
| referent                                                  | kpt. geogr. Władysław Sokal                               |                                                           |
| referent                                                  | kpt. geogr. Feliks Wasilewski                             |                                                           |
| referent                                                  | kpt. geogr. Jan Marian Werner                             | †1940 Katyń                                               |
| oficer przydzielony                                       | por. geogr. Teodor Rajewski                               | †1940 Katyń                                               |
| oficer przydzielony                                       | por. geogr. Henryk Sadowski                               |                                                           |
| oficer przydzielony                                       | por. geogr. Ryszard Edmund Żukowski                       | †1940 Charków                                             |
| praktykant                                                | por. geogr. Zdzisław Marian Studziński                    |                                                           |
| praktykant                                                | por. piech. Tadeusz Antoni Krzyszkowski                   |                                                           |
| Składnica Map                                             |                                                           |                                                           |
| kierownik                                                 | mjr geogr. Kamil Tadeusz Strażyc                          |                                                           |
| referent                                                  | mjr geogr. Adam Bronisław Skoczycki                       | †1940 Katyń                                               |
| referent                                                  | kpt. geogr. Józef Jan Scheffer                            |                                                           |
| Oficerska Szkoła Topograficzna WIG                        |                                                           |                                                           |
| komendant                                                 | ppłk geogr. Mieczysław Szumański                          |                                                           |

| Oficerowie stanu spoczynku i rezerwy zmobilizowani w sierpniu i wrześniu 1939 do WIG | Oficerowie stanu spoczynku i rezerwy zmobilizowani w sierpniu i wrześniu 1939 do WIG |
| Stopień, imię i nazwisko                                                             | Uwagi                                                                                |
| ------------------------------------------------------------------------------------ | ------------------------------------------------------------------------------------ |
| mjr geogr. st. sp. Lucjusz Woźniak                                                   | †1940 Charków                                                                        |
| kpt. geogr. st. sp. Marian Hełm-Pirgo                                                | PSZ na Zachodzie                                                                     |
| kpt. geogr. rez. Zygmunt Pomarański                                                  | ZWZ, †29 IX 1941 KL Auschwitz                                                        |
| kpt. geogr. st. sp. Leopold Reiff                                                    | †19 IX 1939 ? oficjalnie uznany za zaginionego                                       |
| ppor. geogr. rez. Kazimierz Dworakowski                                              | †1940 Katyń                                                                          |
| ppor. geogr. rez. Walerian Krzanowski                                                | †1940 Katyń                                                                          |
| ppor. piech. rez. mgr Tadeusz Trzebiński                                             | †1940 Katyń                                                                          |
| ppor. piech. rez. Antoni Józef Wołągiewicz                                           | †1940 Katyń                                                                          |
| por. geogr. rez. Tadeusz Chrupek                                                     | †1940 Charków                                                                        |
| por. geogr. rez. Tadeusz Głuchowski                                                  | †1940 Charków                                                                        |
| ppor. geogr. rez. Dominik Jakubiszyn                                                 | †1940 Charków                                                                        |
| ppor. piech. rez. Stanisław Kamiński                                                 | †1940 Charków                                                                        |
| ppor. piech. rez. Edward Mikołaj Kenner                                              | †1940 Charków                                                                        |
| por. geogr. rez. inż. Leon Kwiecień                                                  | †1940 Charków                                                                        |
| por. geogr. rez. Władysław Lasota                                                    | †1940 Charków                                                                        |
| ppor. geogr. rez. Stefan Marian Łyżwa                                                | †1940 Charków                                                                        |
| por. geogr. Leon Maciejski                                                           | †1940 Charków                                                                        |
| por. geogr. rez. Władysław Mikucki                                                   | †1940 Charków                                                                        |
| por. geogr. rez. inż. Franciszek Niedek                                              | †1940 Charków                                                                        |
| por. geogr. rez. Ignacy Szewczyk                                                     | †1940 Charków                                                                        |
| por. geogr. rez. Antoni Walczuk                                                      | PSZ na Zachodzie                                                                     |
| por. geogr. rez. Bogdan Zaborski                                                     |                                                                                      |
| por. geogr. rez. inż. Marian Zagrzejewski                                            | †1940 Charków                                                                        |
| ppor. geogr. rez. Feliks Zieliński                                                   | †1940 Charków                                                                        |